# Таенза
Таенза — посёлок в Таштагольском районе Кемеровской области. Входит в состав Шерегешского сельского поселения.

## География
Центральная часть населённого пункта расположена на высоте 542 метров над уровнем моря.

## Население
По данным Всероссийской переписи населения 2010 года, посёлок Таенза не имеет постоянного населения.